# 波隆卡河
波隆卡河（烏克蘭語：Полонка），是烏克蘭的河流，位於該國西北部，屬於喬爾諾古茲卡河的右支流，發源自普斯托米季附近，流經沃倫州，河道全長28公里，流域面積234平方公里。